# Kapitänshaus (Flensburg-Fruerlund)
Das Kapitänshaus wurde im 19. Jahrhundert errichtet und gehört heute zu den Kulturdenkmalen von Flensburg-Fruerlund.

## Hintergrund
Die Gebäude in der Straße Ballastbrücke nahe dem Flensburger Hafen wurden zu einem großen Teil im 19. Jahrhundert sowie zu Beginn des 20. Jahrhunderts errichtet. Auch das Kapitänshaus mit der Adresse Ballastbrücke 16 wurde offenbar im 19. Jahrhundert errichtet. Es ist nicht das einzige Gebäude in Flensburg, das heute Kapitänshaus genannt wird, beispielsweise existiert noch das Kapitänshaus Sonwik. Fünfhundert Meter weiter südlich liegt des Weiteren das Kapitänsviertel im Stadtteil Jürgensby, das so benannt wurde, weil dort früher eine ganze Anzahl von Kapitänen wohnten.
Das Kapitänshaus an der Ballastbrücke wurde aus Backsteinen errichtet und vermutlich erst später auf die heutigen zwei Geschosse aufgestockt. Das Dach hat die Gestalt eines traufständigen Satteldaches. Die kräftige Putzgliederung des Gebäudes stammt vermutlich aus der Zeit um 1900. In dieser Zeit entstand auch das nördliche Nachbargebäude Ballastbrücke 15, ein Mietwohnhaus. Zu dem südlich gelegenen Nachbargebäude existieren keine öffentlichen Angaben, es gehört nicht zu den Kulturdenkmalen der Straße. Das Kapitänshaus wurde um 2017 aus geschichtlichen und städtebaulichen Gründen unter Denkmalschutz gestellt.